# Opération Petrova gora II
Seconde Guerre mondiale
Batailles
- Invasion de l'Albanie
- Guerre italo-grecque
- Invasion de la Yougoslavie
- Opération Châtiment
- Bataille de Grèce
- Opération Abstention
- Bataille de Crète
- Campagne de la mer Noire

L'opération Petrova gora II est une opération anti-partisans en Croatie qui eut lieu du 9 au 15 mai 1942, elle fait suite à l'opération Petrova gora I.

## But de l'opération
La destruction des unités partisanes situées dans les montagnes de Petrova gora dans la région de Kordun entre Vojnić et Topusko qui n'ont pas été éliminés lors de l'opération Petrova gora I.
| \| Vojnić Topusko \| |
| Vojnić Topusko       |

## Forces en présence
Forces de l'Axe
 État indépendant de Croatie
- Brigade Utinjski[1],[2] (environ 3 220 hommes) 
  - Oustachis de la région de Lika (2 bataillons - 1 200 hommes)
  - 3 bataillons Oustachi (630 hommes)
  - 2 compagnies Poglavnikova tjelesna bojna (hr) (PTB) (180 hommes)
  - Détachement motorisé de la Poglavnikova tjelesna bojna (hr) (PTB) (5 chenillettes - 14 motocyclettes avec side-car armées de mitrailleuses.)
  - 8e compagnie Oustachi (1 compagnie - 170 hommes)
  - Bataillon de remplacement Oustachi (1 compagnie - 150 hommes)
  - Compagnie de recrutement Oustachi (1 compagnie - 95 hommes)
  - Compagnie de mitrailleuse de la brigade Lika (1 compagnie - 120 hommes)
  - Bataillon de recrues Domobran de Karlovac (1 bataillon - 550 hommes)
  - Gendarmerie de Vojnić (quelques éléments - 78 hommes)

Résistance
 Partisans

Les partisans sont évalués à 730 hommes.
- 1er détachement de Kordun (NOP)
- 2e détachement de Kordun (NOP)
- Compagnie prolétarienne

## L'opération
Le 9 mai 1942, l'ensemble des forces croates, attaque les montagnes de Petrova gora en partant de l'Est, du Sud-Est et du Sud de celles-ci.

Dans la nuit du 12 au 13 mai, les partisans yougoslaves tentent vainement de briser l'encerclement des forces ennemies.

Une seconde tentative a lieu le 14 mai, où les principaux éléments réussissent à passer à travers les mailles du filet en s'enfuyant dans les zones montagneuses situées plus au Nord.

Pendant l'opération, les Oustachis ont brûlé plusieurs villages, tué ou capturé de nombreuses femmes, enfants et personnes âgées qui ont été envoyés dans les camps de concentration oustachi.

## Bilan
Les Croates ont déploré 37 morts, 19 disparus et 2 blessés, tandis que les partisans auraient eu de leur côté de 650 à 700 tués.